# Samdrup Jongkhar
Samdrup Jongkhar (dzongka བསམ་གྲུབ་ལྗོངས་མཁར) – miasto w Bhutanie, stolica dystryktu o tej samej nazwie; liczy 6 281 mieszkańców (2008).